# Heures à l'usage d'Angers
Le livre d'heures à l'usage d'Angers est un livre d'heures manuscrit enluminé peint vers 1450 dont l'une des miniatures est attribuée à Jean Fouquet. Il est conservé à la Bibliothèque nationale de France sous la cote NAL 3211.

## Historique
Le manuscrit a sans doute été exécuté pour une femme inconnue : elle est représentée à la p.262 et certaines prières contiennent des formules féminines. Cette femme était probablement d'origine angevine et proche de la cour de René d'Anjou. Elle était pourtant probablement d'origine bourgeoise comme l'indique la modestie de sa coiffure et parce que le manuscrit ne contient aucun signe héraldique. 
Selon une annotation présente dans l'ouvrage, au XVIIIe siècle, le manuscrit appartient à un certain Louis Turbert, d'une famille de cultivateurs d'Outrebois près de Doullens en Picardie. Une autre étiquette collée sur la couverture indique : bibliothèque du château de Baugy. Il est acheté en 1991 à la librairie Giraud-Badin à Paris.

## Description
Le livre d'heures suit la liturgie propre au diocèse d'Angers à la fin du Moyen Âge : elle possède en effet des heures de la Vierge (p.35-209) et un office des morts (p.430-557) qui lui sont propres. Par ailleurs, le manuscrit contient la mention de deux saints angevins, Maurille et René dans les litanies. Le manuscrit contient 18 miniatures, alors que 3 autres ont disparu (nones des heures de la Vierge, vêpre des heures de la Passion et au début des psaumes pénitentiels.

## Attribution des miniatures

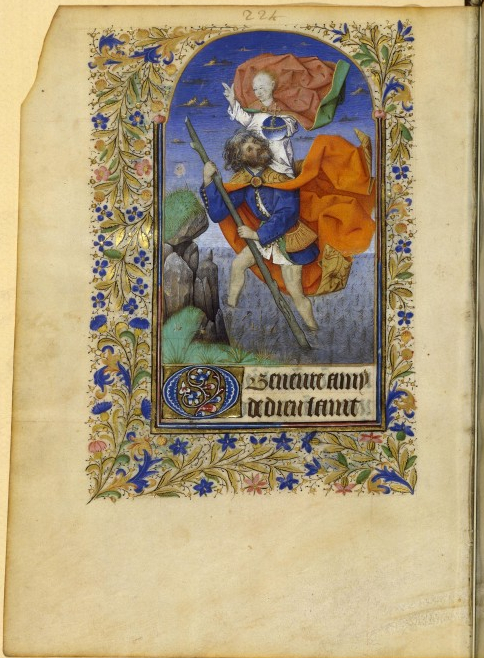
Saint Christophe

### Le Maître de Jouvenel
Le Maître de Jouvenel se voit attribuer 14 des 18 miniatures du manuscrit. Cet artiste, formé dans un atelier parisien, est à la tête d'un atelier installé à Angers et dans lequel travail le Maître du Boccace de Genève et le Maître du Boèce. Ses miniatures dans le manuscrit présente à la fois des traces de l'influence du Maître de Bedford mais aussi de l'ars nova des primitifs flamands.

### Le Maître de Smith-Lesouëf 30
Ce Maître de Smith-Lesouëf 30 doit son nom de convention à un manuscrit qu'il a enluminé sans doute aussi à Angers et dans lequel on retrouve un Saint Christophe tout à fait similaire à celui qu'il a peint à la page 224. Les œuvres de sa main montrent à la fois une influence de Jan van Eyck, de Robert Campin et de Rogier van der Weyden ce qui semble indiquer qu'il était d'origine flamande.

### La miniature de Jean Fouquet

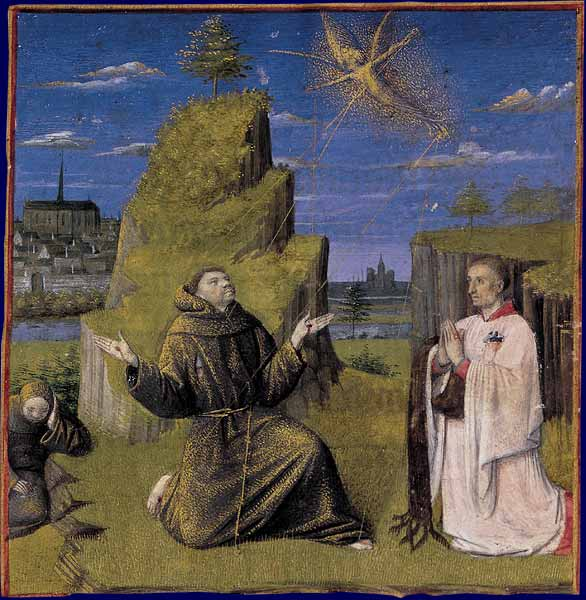
Saint François recevant les stigmates, p.241.

Une miniature est attribuée à Jean Fouquet : il s'agit de la représentation de Saint François recevant les stigmates (p.241). Elle est d'un format différent de toutes les autres (carré) et selon une composition unique et très construite. L'horizon y est très bas et le paysage évoque de manière réaliste la ville d'Angers à cette époque. Ses personnages sont rendus avec un grand réalisme dans leur visage et les plis de leurs vêtements. François est ici accompagné d'un chanoine agenouillé comme un donateur mais sans que l'on sache le lien qu'il pouvait avoir avec la commanditaire du livre d'heures. Une autre miniature montre une influence italienne : il s'agit de l'Annonciation. Si les historiens de l'art ne l'attribue pas à Fouquet lui-même, le dessin a sans doute été inspiré par lui.
Si le manuscrit date d'après le retour de Fouquet d'Italie (vers 1449), il montre des indices d'une certaine précocité dans la réalisation de la miniature ce qui semble indiquer une date de réalisation vers 1450-1455. Le manuscrit montre aussi que Fouquet a sans doute travaillé dans l'orbite du Maître de Jouvenel, sans pour autant avoir été formé par lui.  

## Autres livre d'heures à l'usage d'Angers

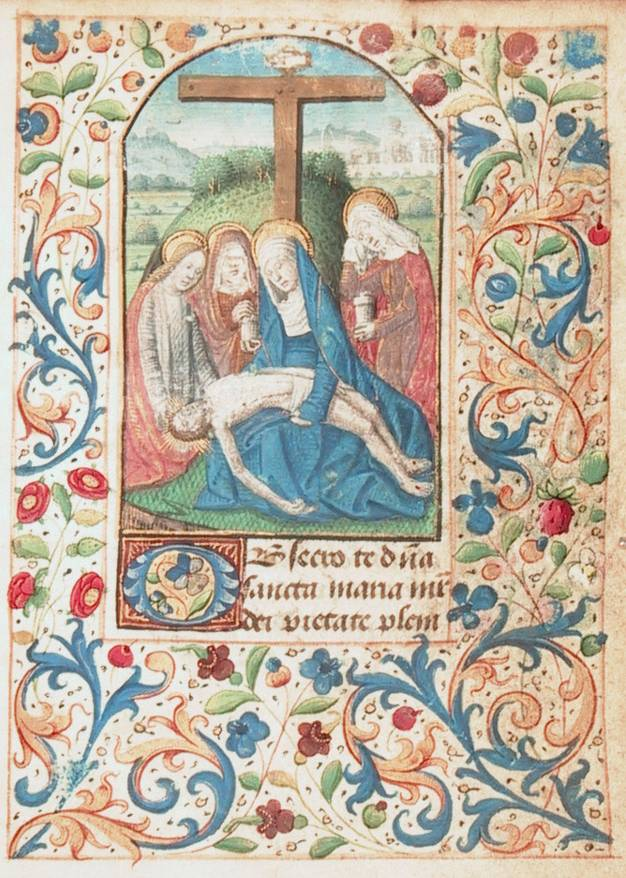
Enluminure du livre d’heures d’Angers de la Bodleian Library

Il existe très peu de livres d'heures à l'usage d'Angers encore conservés. On peut noter :
- un autre livre d’heures d’Angers à la BNF NAL 395
- un livre d'heures vers 1450, de la collection des assureurs français, Smaf 81-27. 201 feuillets (175 mm × 130 mm)[4]
- Le Fitzwilliam Museum, de Cambridge, possède également un tel ouvrage dans ses réserves.
- Un exemplaire à la bibliothèque bodléienne de l’université d’Oxford[5]
- Un exemplaire à la bibliothèque municipale de Chartres.
- Un Livre d’heures à l’usage d’Angers de l’ancienne collection de Victor Martin Le Roy (1842-1918) peint par le Maître de Rohan
- un livre d'heures à la British Library peint par le Maître de Jacques de Besançon, Egerton 1068
- un livre d'heures passé en vente chez Sotheby's le 6 décembre 2005[6]
- un livre d'heures passé en vente chez Sotheby's le 8 juillet 2008[7]
- livre d'heures daté vers 1510, passé en vente à Épernay le 8 octobre 2005[8]
- un livre d'heures peint vers 1460-1465 aussi par le Maître de Smith-Lesouëf 30 et par Jean Colombe, Pierpont Morgan Library, M.248